# Humbea
Humbea is een geslacht van hooiwagens uit de familie Assamiidae.
De wetenschappelijke naam Humbea is voor het eerst geldig gepubliceerd door Roewer in 1935. 

## Soorten
Humbea is monotypisch en omvat slechts de volgende soort:
- Humbea bimaculata